# Hélène Calef
Pour les articles homonymes, voir Calef.
Hélène Calef est une musicienne née le 13 juin 1949 au Havre et morte le 12 octobre 2008 à Vincennes.

## Biographie
Elle fonda d'abord le Trio Kalane, puis le Trio Jean Francaix qui a contribué à répandre la musique de chambre avec clarinette et qui doit son nom à sa rencontre avec Jean Françaix qui décida de leur permettre de se développer sous son nom.
Pianiste, elle se produit aussi en formations à 4 mains avec François Bou, compositeur et directeur du conservatoire de Champigny[Lequel ?].
Enfin elle expérimente avec une formation originale : Les Octambules une formule de piano à 8 mains très originale.
Elle a joué en divers pays d'Europe et au Japon.
Son jeu allie l'élégance et la force, et sa musique de prédilection est la musique française. Elle apporte à sa musique une exigence de rigueur et d'honnêteté qui en font un interprète à l'écart de toute démagogie.
Elle est inhumée au cimetière parisien de Bagneux (division 67).

## Discographie
- Hélène Calef, François Bou, L'Europe danse à quatre mains, œuvres pour piano à quatre mains de Grieg, Brahms, Juon, Moszkovski,  Savigny-sur-Orge, SEPM Quantum, 2001

- Jean Françaix - La promenade d'un musicologue éclectique, pianiste Hélène Calef, Tassin, Rhodanienne d'enregistrements magnétiques, 1993

- Ludwig Van Beethoven -Les Trios avec clarinette, opus 11, 38 et opus 44- Trio Jean Françaix ( Claire vergnory clarinette, hélène calef piano,, faniel raclot Violoncelle ) CD Album 2003

- Paul Juon - musique de chambre -